# 구글 퍼블릭 데이터 익스플로러
구글 퍼블릭 데이터 익스플로러(Google Public Data Explorer)는 세계은행, OECD, 유로스탯, 덴버 대학교 등 다양한 국제 단체와 학술 기관으로부터 들어오는 공개 데이터와 예측을 제공한다. 선 그래프, 바 그래프, 단면 교차 플롯으로 표출하거나 지도 위에 표출할 수 있다. 이 제품은 2010년 3월 8일 구글 랩스의 실험적인 시각화 도구로서 시작하였다.
2011년, 퍼블릭 데이터 익스플로러는 누구든지 데이터 집합을 업로드, 공유, 시각화할 수 있게 바뀌었다. 이를 용이하게 하기 위해 구글은 DSPL(Dataset Publishing Language)이라는 새로운 데이터 포맷을 만들었다. 데이터를 가져오면 데이터셋은 시각화하여 외부 웹사이트에 임베디드하거나 다른 사람들과 구글 문서도구를 통해 공유할 수 있다.